# Institut des sciences et industries du vivant et de l'environnement
Fundada en 2007, l’Institut des sciences et industries du vivant et de l'environnement, també anomenada Agro ParisTech, és una Grande école d'enginyeria de França. Està situada a París, França: Campus Universitat París-Saclay.
Agro ParisTech és un establiment públic d'ensenyament superior i recerca tècnica.
L'Escola lliura 
- el diploma d'enginyer de Agro ParisTech (Màster Ingénieur Agro ParisTech)
- el diploma Màster recerca i de doctorat
- Mastère spécialisé.[2]

## Laboratoris d'investigació
- Biologia,
- Salut,
- Biotecnologia,
- Agricultura,
- Alimentació,
- Medi ambient